# Jens-Jørgen Kofod
Jens-Jørgen Kofod (1946 – 19. januar 2006) var en dansk seminarielektor, cand. mag. og lydbogsindlæser. 
Han fortolkede flere bøger heriblandt Rudolf Erich Raspes Baron Münchhausens eventyr og rejser og Arthur Conan Doyles En studie i rødt til Ebbe Rodes erindringer I strid medvind. Desuden flere digt-indlæsninger, med tekster af bl.a. Klaus Rifbjerg.
Pga. sit arbejde som sprog-lektor havde Kofod en akkuratesse i sin udtale, sin han benyttede under f.eks. indlæsningerne af Keld Koplevs Iscenesat. Skuespillererindinger af Erik Mørk og Ebbe Rodes I strid medvind, hvor teksten giver eksempeler på korrekt udtale.